# Слънчеви момичета
„Слънчеви момичета“ (на турски: Güneşin Kızları, в най-близък превод Дъщерите на Гюнеш) е турски сериал, чиято премиера е на 18 юни 2015 г. Сериалът, чиито продуценти са Инджи и Исмаил Гюндоуду, е под режисурата на Садуллах Джелен. Сценаристи са Дениз Даргъ, Дженк Боатур и Джем Гьоргеч. Епизодът на 29 ноември печели наградата „Златна пеперуда“ за „Най-добър сериал“. Финалът на сериала е на 19 март 2016 г.

## Сюжет
Гюнеш е красива учителка, която живее в Измир, заедно с трите си дъщери. Двете близначки Селин и Назлъ,(които са резултат от изнасилване) и по-малката Пери. Гюнеш се среща с богатия бизнесмен от Истанбул Халюк Мертоолу,за когото възнамерява да се омъжи. Трите момичета приемат различно новината. Селин и Пери се радват за щастието на майка си, но Назлъ не харесва Халюк и е против сватбата. Въпреки всичко Гюнеш и Халюк се женят и се местят в имението му в Истанбул. Сестрата на Халюк Рана не харесва Гюнеш и дъщерите й. Селин се влюбва в доведения си брат Али,а Назлъ в Саваш, осиновения син на Рана. Постепенно ще се разкрият много тайни и ще стане ясно,че Халюк не е такъв,за какъвто се е представял и това ще доведе до много проблеми на Гюнеш.   

## Излъчване
| Сезон | Епизоди | Начало на сезона | Край на сезона | Всички епизоди | ТВ сезон    | ТВ канал | Дата и час                          |
| ----- | ------- | ---------------- | -------------- | -------------- | ----------- | -------- | ----------------------------------- |
| 1     | 39      | 18 юни 2015      | 19 март 2016   | 1 – 39         | 2015 – 2016 | Kanal D  | четвъртък/понеделник/събота (20:00) |

## Излъчване в България
| Сезон | Епизоди | Начало на сезона | Край на сезона       | Всички епизоди | ТВ сезон | ТВ канал     | Дата и час                 |
| ----- | ------- | ---------------- | -------------------- | -------------- | -------- | ------------ | -------------------------- |
| 1     | 113     | 22 април 2019 г. | 25 септември 2019 г. | 1 – 113        | 2019 г.  | Диема Фемили | всеки делничен ден (22:30) |

## Актьорски състав
- Емре Кънай – Халюк Мертоулу
- Еврим Аласия -Гюнеш Йълмаз
- Толга Саръташ – Али Мертоулу
- Бурджу Йозберк – Назлъ Йълмаз
- Берк Атан – Саваш Мертоулу
- Ханде Ерчел – Селин Йълмаз-Мертоулу
- Мирай Акай – Пери Йълмаз
- Мелтем Гюленч – Рана Мертоулу
- Фунда Илхан – Севиляй Йозден
- Теоман Кумбараджъбашъ – Ахмет Мертоулу
- Сюрея Гюзел – Инджи Мертоулу
- Сарп Джан Кьороулу – Емре Баадатлъ
- Ирем Хелваджъоулу – Тууче Юрдам
- Канат Хепаръ – Мерт Ташкъран
- Еге Кьокенли – Мелиса Ташкъран
- Сарпер Арда – Джан Юрдам
- Али Пънар – Зафер Дикмен
- Фатих Дьонмез – Левент Полат
- Анъл Алтан – Дорук Полат
- Джан Курт Калав – Йит
- Нурсели Търъшкан – Дерия Юрдам
- Фатмагюл Факъ – Дидем
- Дилан Чичек Дениз – Елиф

## В България
В България сериалът започва на 22 април 2019 г. по Диема Фемили и завършва на 25 септември. На 12 септември 2020 г. започва повторно излъчване и завършва на 10 октомври 2021 г. На 6 август 2021 г. започва ново повторение и завършва на 25 октомври. Ролите се озвучават от Елисавета Господинова, Даниела Сладунова, Ася Братанова, Георги Георгиев-Гого, Светозар Кокаланов и Александър Митрев.